# Upton Park (Metropolitano de Londres)
Upton Park é uma estação do Metrô de Londres nas linhas District e Hammersmith & City, na Green Street na área de Upton Park do borough londrino de Newham, leste de Londres. Está na Zona 3 do Travelcard.
A estação foi aberta pela London, Tilbury and Southend Railway (LTSR) em 1877. O serviço da linha District começou em 1902, e a Hammersmith & City (naquela época a Metropolitan line) seguiu em 1936. Os serviços LTSR foram retirados em 1962. A estação tem duas plataformas de trabalho, uma para cada direção. Duas outras plataformas costumavam servir a LTSR, mas agora estão em desuso.
Atualmente, a estação serve a Queens Road Market e a Green Street.

## História
Upton Park foi a primeira estação na LT&SR a ser construída por um incorporador imobiliário. Read foi um incorporador que propôs a estação e deu aprovação, projetou e construiu uma estação de duas plataformas entre as casas de Queen's Road e Harold Road. A estação ficava de frente para a Queen's Square na esquina da Green Street e Queen's Road, inaugurada em setembro de 1877. O prédio foi demolido em 1903/04 quando a linha foi quadruplicada e a estação atual foi construída.